# Premios de la Crítica Televisiva
Los Premios de la Crítica Televisiva (en inglés Critics' Choice Television Award) es un premio concedido por la Broadcast Television Journalists Association en reconocimiento de la excelencia en logros de televisión en Estados Unidos. Se establecieron en 2011 y la primera ceremonia se llevó a cabo el 20 de junio de 2011, emitida en vivo en VH1.com. La cuarta ceremonia fue transmitida en vivo, por primera vez en la historia del premio, el 19 de junio de 2014 en The CW.

## Historia
Broadcast Television Journalists Association (BTJA)fundó en 2011 como una rama de Broadcast Film Critics Association. Los premios son producidos por el productor ejecutivo Bob Bain.
Según el presidente interino de la BTJA, Joey Berlin, fueron lanzados los Critics' Choice Television Awards "para mejorar el acceso para difusión periodistas que cubren la industria televisiva. Al igual que los Critics' Choice Movie Awards se ha establecido como una parte importante de la temporada anual de premios de cine, estamos seguros que los Critics' Choice Awards Television jugará un papel similar para la industria de la televisión."

## Categorías

### Comedia
- Mejor serie de comedia
- Mejor actor - Comedia
- Mejor actriz - Comedia
- Mejor actor de reparto - Comedia
- Mejor actriz de reparto - Comedia
- Mejor estrella invitada - Comedia

### Drama
- Mejor serie de drama
- Mejor actor - Drama
- Mejor actriz -Drama
- Mejor actor de reparto - Drama
- Mejor actriz de reparto - Drama
- Mejor estrella invitada - Drama

### Telefilm/Miniserie
- Mejor telefilm/miniserie
- Mejor actor - Telefilm/miniserie
- Mejor actriz- Telefilm/miniserie
- Mejor actor de reparto - Telefilm/miniserie
- Mejor actriz de reparto - Telefilm/miniserie

### Otras categorías
- Mejor serie animada
- Mejor reality
- Mejor reality de competencias
- Mejor presentador en un reality
- Mejor talk show
- Most Exciting New Series

## Ceremonias
| Años                                                                                      |
| 2011 ·2012 · 2013 ·2014 ·2015 ·2016 ·2017 ·2018 ·2019 ·2020 ·2021 ·2022 ·2023 ·2024 ·2025 |

## Superlativos

### Múltiples ganadores
3 premios
- Allison Janney
- Sarah Paulson

2 premios
- Tom Bergeron
- Andre Braugher
- Louis C.K.
- Bryan Cranston
- Julia Louis-Dreyfus
- Christina Hendricks
- Margo Martindale
- Tatiana Maslany
- Jim Parsons
- Jeffrey Tambor

### Múltiples nominados
7 nominaciones
- Walton Goggins

5 nominaciones
- Tom Bergeron
- Cat Deeley
- Regina King
- Jessica Lange
- Julianna Margulies
- Timothy Olyphant
- Eden Sher

4 nominaciones
- Anthony Anderson
- Christine Baranski
- Mayim Bialik
- Louis C.K.
- Allison Janney
- Julia Louis-Dreyfus
- Tatiana Maslany
- Elisabeth Moss
- Bob Odenkirk
- Jim Parsons
- Sarah Paulson
- Amy Poehler
- RuPaul

3 nominaciones
- Aziz Ansari
- Ellen Burstyn
- Emilia Clarke
- Carrie Coon
- Bryan Cranston
- Benedict Cumberbatch
- Peter Dinklage
- Vera Farmiga
- Anna Gunn
- Freddie Highmore
- Margo Martindale
- Thomas Middleditch
- Nick Offerman
- Martha Plimpton
- Carrie Preston
- Danny Pudi
- RuPaul
- Matthew Rhys
- Keri Russell
- John Slattery
- Robin Wright
- Constance Wu

2 nominaciones
- Ted Allen
- Gillian Anderson
- Caitriona Balfe
- Jonathan Banks
- Kathy Bates
- Julie Bowen
- Andre Braugher
- Alison Brie
- Sterling K. Brown
- Tituss Burgess
- Ty Burrell
- Jaime Camil
- Bobby Cannavale
- Don Cheadle
- Kaley Cuoco
- Hugh Dancy
- Claire Danes
- Viola Davis
- Zooey Deschanel
- Ann Dowd
- Lena Dunham
- Christopher Eccleston
- Idris Elba
- Will Forte
- Sutton Foster
- Claire Foy
- Martin Freeman
- Eva Green
- Max Greenfield
- Tony Hale
- Jon Hamm
- Christina Hendricks
- Taraji P. Henson
- Charlie Hunnam
- Jane Krakowski
- Damian Lewis
- Jenifer Lewis
- Judith Light
- Rami Malek
- Kelly Macdonald
- Joel McHale
- Wendi McLendon-Covey
- John Noble
- Ed O'Neill
- Randall Park
- Aaron Paul
- Diana Rigg
- Gina Rodríguez
- Emmy Rossum
- Katey Sagal
- Amy Schumer
- Adam Scott
- Ryan Seacrest
- Maggie Siff
- Jeffrey Tambor
- Cicely Tyson
- Dominic West
- Casey Wilson
- Patrick Wilson
- Aden Young
- Constance Zimmer